# Canephora angustifolia
Canephora angustifolia là một loài thực vật có hoa trong họ Thiến thảo. Loài này được Wernham mô tả khoa học đầu tiên năm 1911.